# Aglossa acallalis
Aglossa acallalis är en fjärilsart som beskrevs av Dyar 1908. Aglossa acallalis ingår i släktet Aglossa och familjen mott. Inga underarter finns listade i Catalogue of Life.